# Leiodon dapsilis
Leiodon dapsilis es una especie de peces de la familia Tetraodontidae en el orden de los Tetraodontiformes.

## Distribución
Se encuentra en el Océano Pacífico, endémico a Australia.